# Хотенская волость (Сумский уезд)
Хотенская волость — административно-территориальная единица Сумского уезда Харьковской губернии в составе Российской империи. Административный центр — село Хотень.
В состав волости входило 831 дворов в 4-х поселениях 4-х сельских общин.
В 1885 году в волости проживало 2982 человек мужского пола и 2916 — женского. Крупнейшие поселения волости по состоянию на 1914 год:
- село Хотень — 4339 жителей;
- село Кондратовка — 2293 жители;
- село Кровное — 2017 жителей.

Старшина волости являлся Николай Алексеевич Карапузов, волостным писарем был Максим Степанович Кривомазов, председателем волостного суда — Афанасий Кириллович Дегтярёв.